# 密西西比州議會大廈
密西西比州議會大廈（Mississippi State Capitol）是美國密西西比州議會的開會地點。密西西比州議會大廈修在1969年被列入國家史蹟名錄，1986年被列入密西西比州地標。

## 外部連結
- Mississippi State Capitol